# Scutul subocular

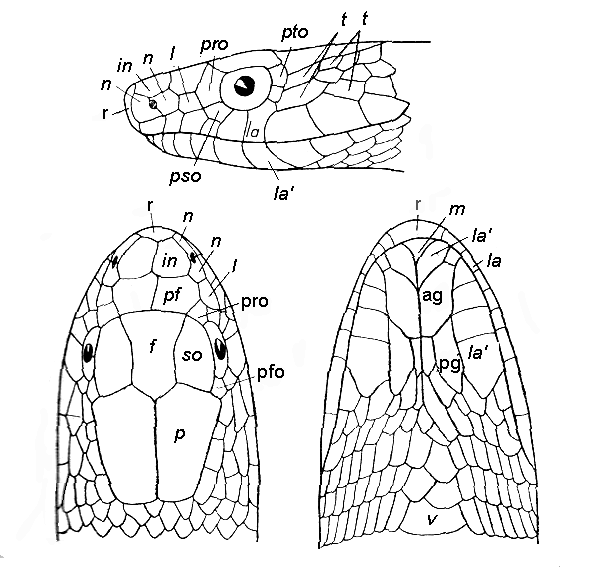
Terminologia scuturilor capului la șarpele Coluber ventromaculatus (după Malcolm A. Smith, 1943). Sus – aspect lateral, jos, în stânga – aspect dorsal, jos, în dreapta - aspect ventral
ag – Inframaxilar anterior,
f – Frontal,
in – Internazal,
l – Loreal,
la – Supralabial,
la' – Sublabial,
m – Mental,
n – Nazal,
p – Parietal,
pf – Prefrontal,
pg – Inframaxilar posterior,
pro – Preocular,
pso – Subocular,
pto – Postocular,
r – Rostral,
so – Supraocular,
t – Temporal,
v – Primul ventral

Scuturile suboculare sau subocularele (Scutum suboculare, pl. Scuta subocularia) sunt solzii șerpilor situați simetric pe laturile capului în contact cu marginea inferioară a ochiului. Ele separă ochiul de scuturile supralabiale. Definiția subocularelor este deosebit de importantă, deoarece este foarte ușor ca ele să fie confundate fie cu un scut postocular, fie cu un scut preocular inferior. El nu trebuie să fie în contact cu scutul loreal sau cu scutul nazal în partea anterioară și cu scuturile temporale în partea posterioară, însă el pot fi în contact cu un scut preocular sau un scut postocular. Subocularul atinge ochiul dedesubt sau mai mult sau mai puțin lateral. El este situat între ochi și unul sau mai multe scuturi supralabiale.
Deoarece scuturile suboculare pot fi dispuse pe un singur rând, sau parțial dublu, sau pe două rânduri, se indică fiecare scut cuprins între ochi și scuturile supralabiale (labialele superioare), numărați din față pe partea dreaptă (dr.) și pe partea stângă (stg.), în felul următor 1.2.2 (dr.) - 1.1.2 (stg.); 2.1.1 (dr.); 2.1.1 (stg.); 1.1.1 (dr.) - 1.1 (stg.) etc.